# La Libertad (Nicaragua)
La Libertad is een stadje en gemeente in het Nicaraguaanse departement Chontales. De stad zelf (barrio) heeft 5900 inwoners en ligt op ongeveer 30 kilometer van de provinciehoofdstad Juigalpa. De overige 8000 inwoners wonen verspreid over het platteland (comarca) van de gemeente. De gelijknamige dagbouwgoudmijn is een belangrijke bron van werkgelegenheid.

## Geboren in La Libertad
- Miguel Obando Bravo (1926-2018), geestelijke en kardinaal
- Daniel Ortega (1945), president van Nicaragua (1985-1990, 2007-heden)

## Stedenband
La Libertad een samenwerkingsverband met:
- Doetinchem (Nederland)

Met behulp van middelbare scholieren wordt ieder jaar met kerst geld ingezameld door Doetinchem voor deze stad.